# Tittesworth
Tittesworth es una parroquia civil del distrito de Staffordshire Moorlands, en el condado de Staffordshire (Inglaterra).

## Geografía
Según la Oficina Nacional de Estadística británica, Tittesworth tiene una superficie de 7,5 km².

## Demografía
Según el censo de 2001, Tittesworth tenía 295 habitantes (44,75% varones, 55,25% mujeres) y una densidad de población de 39,33 hab/km². El 21,02% eran menores de 16 años, el 72,2% tenían entre 16 y 74, y el 6,78% eran mayores de 74. La media de edad era de 37,52 años. Del total de habitantes con 16 o más años, el 23,18% estaban solteros, el 60,09% casados, y el 16,74% divorciados o viudos.
El 92,54% de los habitantes eran originarios del Reino Unido. El resto de países europeos englobaban al 1,02% de la población, mientras que el 6,44% había nacido en cualquier otro lugar. Todos los habitantes eran blancos. El cristianismo era profesado por el 80,07% y cualquier otra religión, salvo el budismo, el hinduismo, el judaísmo, el islam, y el sijismo, por el 1,01%. El 8,45% no eran religiosos y el 10,47% no marcaron ninguna opción en el censo.
Había 116 hogares con residentes y 6 vacíos.